# Rhynchosia capensis
Rhynchosia capensis är en ärtväxtart som först beskrevs av Nicolaas Laurens Nicolaus Laurent Burman, och fick sitt nu gällande namn av Schinz. Rhynchosia capensis ingår i släktet Rhynchosia och familjen ärtväxter. Inga underarter finns listade i Catalogue of Life.